# 거시적 분석
거시적 분석(巨視的分析)은 경제의 움직임을 파악하고자 할 때 이에 대한 접근 방법 중 하나이다. 거시적 분석 혹은 매크로(macroscopic) 분석이란 경제현상을 분석할 때의 하나의 접근 방식을 뜻하는 말로서, 미시적 분석(微視的 分析) 또는 마이크로(microscopic) 분석과의 대비에서 쓰인다. 경제활동을 추진하는 기업가나 소비자의 움직임은 이를 기업가 전체, 소비자 전체라는 집합 단위의 움직임을 기준으로 하여 파악할 수도 있으며 또한 개개의 기업가나 개개의 소비자가 어떠한 윈칙에 따르고 있는가 하는 관점에서 개별단위를 기준으로 하여 경제 전반의 움직임을 분석할 수도 있다. 간단히 말하면 전자가  정의적(定義的)으로 보았을 때의 거시적 분석이며 후자가 미시적 분석이다.
종래의 전통적인 경제학은 그 주요한 부분이 거의 후자인 미시적 분석계통(分析系統)에 속해 있었다. 이에 대해 거시적 분석은 주로 케인스에 의해 제기된 이론을 기점으로 하여 일반화되었다. 오늘날에는 양자가 경제분석에 있어서의 두 개의 방법으로서 이용되고 있다. 미시적 분석은 개개의 경제주체의 행동분석에서 출발하여 경제의 개별적인 제량(諸量) 사이에 규칙성을 발견하면서 경제 전반의 균형을 부분에서 쌓아 올림으로써 구성하려 한다. 이 때 중심이 되는 관념은 가격기구의 움직임이다. 사람들의 자발적 의사에 따른 상품수요와 공급에 대한 행동이 시장에 있어서의 가격변동을 통해 경제를 수급 밸런스의 균형상태로 이끌어간다는 것이 미시적 분석 이론의 구성을 위한 바탕이 된다. 이 이론이 흔히 가격분석으로 불리는 것도 이와 같은 뜻에서이다. 이렇듯 마치 현미경을 통해 개개의 분자의 움직임을 관찰하면서 전체와의 연락을 해명해 가려는 미시적 가격분석에 대해 거시적 분석은 전혀 다른 방식을 채택한다.  거시적 분석은 흡사 멀리서 망원경으로 대상을 바라보면서 전체의 모습을 살피듯이 개개의 품목수급 대신에 처음부터 한 나라 전체의 소비라든가 투자 등 집합량으로부터 출발하여 경제의 집계적인 제량 사이의 규칙성을 발견하여 국민경제의 총체적인 움직임을 해명하려고 한다. 전통적인 미시적 분석의 가격 조절기능에 대신하여 거시적 분석에 경제조직의 균형조정의 역할이 부여되는 것은 경제 전체의 활동규모를 나타내는 국민소득이다. 즉 국민소득이 직접 시장의 집계적인 수급량과 관련지어져 개별주체에 의한 수급량이 어떻게 형성되는가는 묻지 않고 전개되어 간다. 한편 사회 전체의 공급량으로 나타나는 재화·서비스를 낳는 생산활동은 그 생산활동에 참여하는 사람들에게 소득을 주며 한편으로 사회전체의 수요량은 그 소득에 의한 소비나 투자라는 지출 형식으로 성립한다. 이 집약적인 수급량의 총체적 균형이 어떠한 소득형성 활동과 생산수준에서 얻어지는가 하는 점을 기축으로 하여 거시경제학(巨視經濟學)의 분석 체계는 구성된다. 이 이론이 흔히 소득분석으로 불리는 것도 바로 이러한 뜻에서이다.  이러한 거시적인 경제의 파악 방법이 일반화된 하나의 역사적 배경으로는 전통적인 경제분석의 초점이었던 가격기구의 기능이 충분하고도 완전한 형태로는 작용되지 않게 됐다는 사실이 지적되겠다. 생산수준의 저하나 실업과 같은 경제사회의 전체적인 병폐가 특히 제 1차대전 이후 점차 두드러져 가격기구에 맡겨두었다가는 해결이 나지 않게 되었다. 이러한 사정을 배경으로 하여 거시경제학의 침투와 일반화가 케인스 이론의 전개와 더불어 진전되었다. 그러나 역사적으로는 그렇다 해도 이론적 분석수법이라는 점에서 보면 앞에서 기술한 것은 미시적 분석이 전혀 과거의 것이 되어 버렸다는 의미는 결코 아니다. 거시적 분석의 방법은 집계량(集計量)에 의한 분석인 까닭에 그 집계량 내부의 분포나 구조에 대해서는 단순화의 가정(假定)을 두지 않을 수 없게 된다. 그 결과 거시적 방법은 몇 가지 한정적 성격을 지니게 되어 대담한 가정에 의해, 그렇지 못하면 인정하기 어려운 간단화가 허용된다. 경제의 내부적 메커니즘의 해명이라는 문제점에 대해서는 미시적 방법은 여전히 유효하며, 그것은 또 그물코가 큰 거시적 분석의 그물로는 고기를 놓친다는 것을 깨닫게 한다. 그러나 동시에 그물코가 큰 그물로 큰 고기를 잡을 수 있다는 뜻에서 거시적 분석의 실천적인 유용성 또한 중요하다.